# Phryxe fausta
Phryxe fausta là một loài ruồi trong họ Tachinidae.